# 観音崎 (神奈川県)

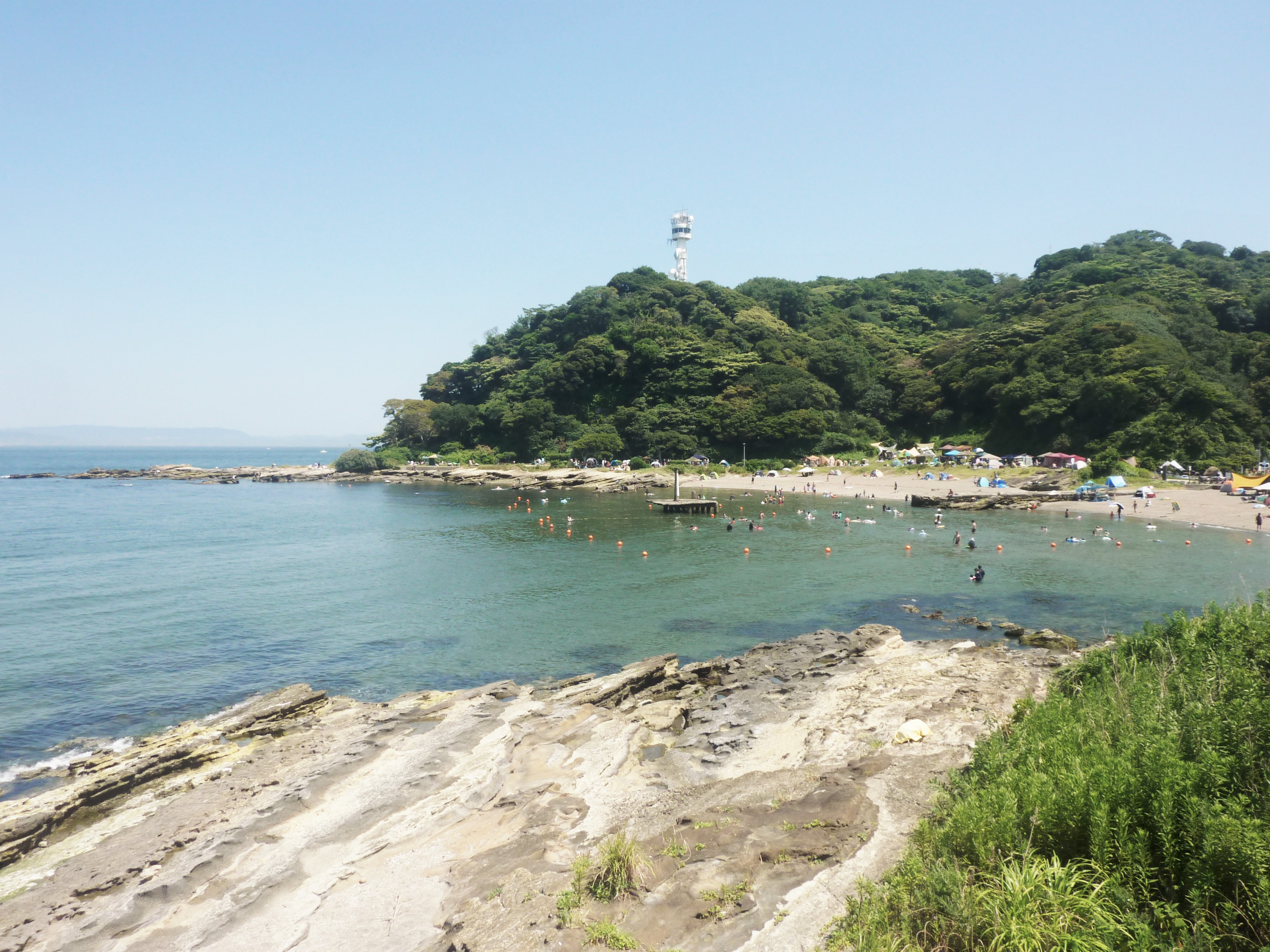
観音崎

座標: 北緯35度15分21秒 東経139度44分39秒 / 北緯35.25583度 東経139.74417度

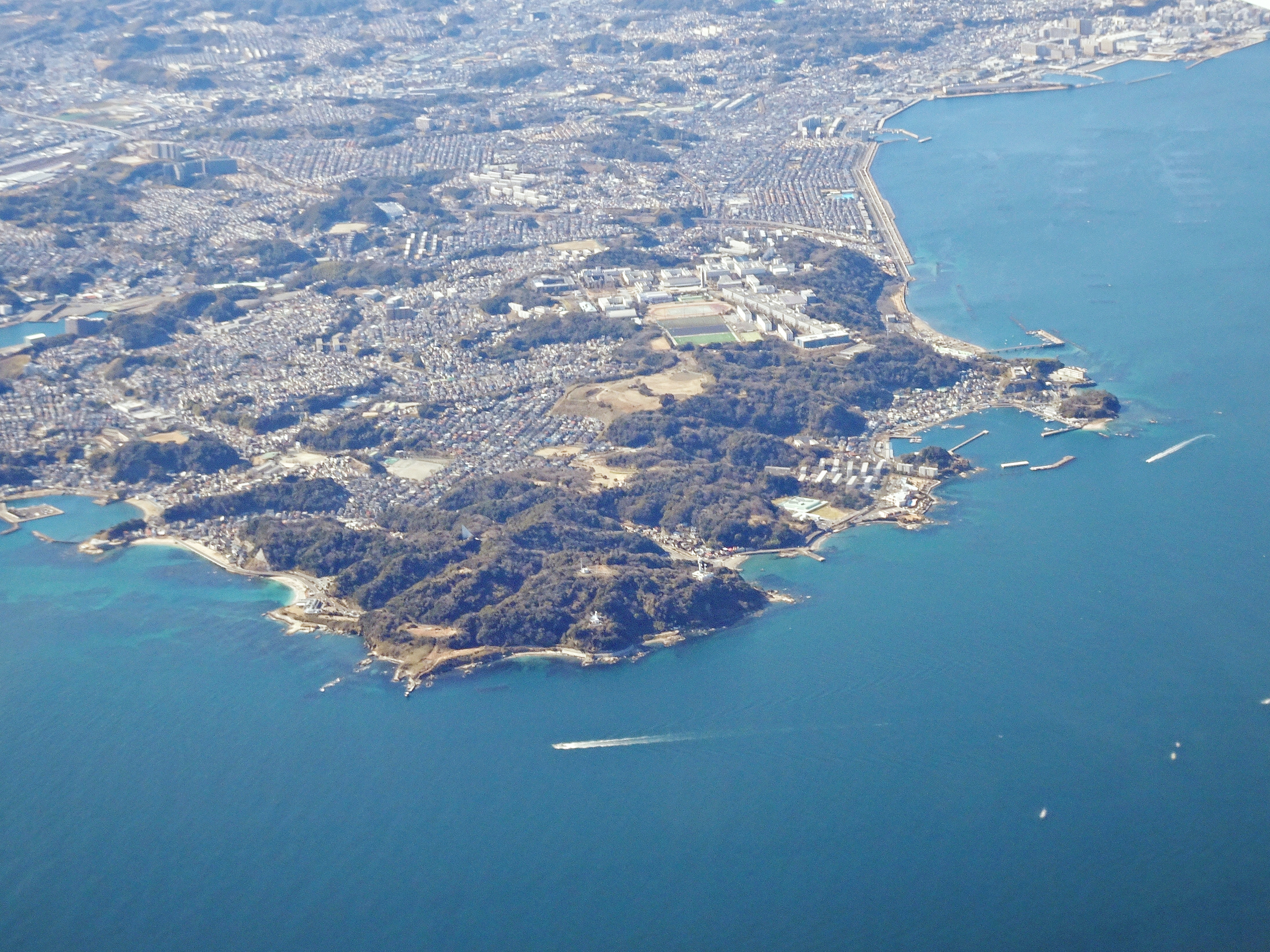
観音崎周辺を空撮（2025年）

観音崎（かんのんざき）は、神奈川県横須賀市鴨居4丁目に位置する岬。岬周辺の地域を表す地名として用いられることもある。
国土地理院の地図上の表記は「観音崎」、海上保安庁の海図上の表記は「観音埼」である。先端に観音埼灯台がある。

## 概要
三浦半島東端に位置し、東京湾（浦賀水道）に面する。対岸の房総半島富津岬までは約7kmである。付近は「県立観音崎公園」として整備され、観音埼灯台が立地するほか旧日本陸軍が明治10年代から20年代にかけて建設した砲台と弾薬庫跡が多く残る。園内にはこのほか1953年創立の観音崎自然博物館があり、横須賀美術館が2007年（平成19年）4月に開館した。園内には墓と見られる多くの横穴が崖にみられる。また、海上保安庁東京湾海上交通センター（とうきょうマーチス）の観音埼レーダー施設も公園内にある。
観音崎海水浴場が隣接しており、夏季は海水浴客で賑わう。他にラビスタ横須賀観音崎テラス（旧観音崎京急ホテル）や海上自衛隊観音崎礼砲台がある。
気象庁は観音崎東端を津波予報区における境界として定めており、観音崎東端以北の東京湾沿岸を東京湾内湾、観音崎東端以南の神奈川県沿岸を相模湾・三浦半島としている。

## 名称の由来
741年（天平13年）、行基がこの地の海蝕洞に住む大蛇を退治して十一面観音（船守観音）を祀ったと伝えられる。江戸時代には観音堂など堂宇が創建されて仏崎山（ふだらくさん）観音寺と称し、幕府から朱印地を与えられていた。
観音寺は1880年（明治13年）に陸軍の砲台建造に伴って鴨居の亀崎（現・横須賀市鴨居3丁目）へ移転、1986年（昭和61年）には火災のため焼失してしまい、現在は小さな堂が残っている。
2019年9月、新たに制作された観音像が海蝕洞に安置された。

## 観音埼灯台
観音埼灯台は、1869年（明治2年）に建設、初点灯した日本最初の洋式灯台である。その後、関東大震災など二度の地震で倒壊し、現在の灯台は3代目にあたる。灯台内部の見学も可能（有料）。
詳細は観音埼灯台の項を参照。
- 高さ：19m
- 光達距離：20海里

## ガリヴァー旅行記による町おこし
ガリヴァー旅行記で、「ガリヴァーが日本に入港した場所ザモスキが観音崎である」としての町おこしが2000年代半ばから行なわれている。"Xamoschi" (ザモスキ) と"Kannosaki" 「カンノサキ」の筆記体が「似ている」ことなどによるとされる。町おこしを推進する市民団体では「夢のあるエピソード」としている。これを受け、横須賀出身のミステリー作家山口雅也も、ガリバーが観音崎に上陸するシーンを描いた作品『狩場最悪の航海記』を発表している。2009年のガリバー観音崎上陸300周年にテーマ曲「FANTASIA ～華麗なガリバー旅行記～」が作られている。

## ギャラリー

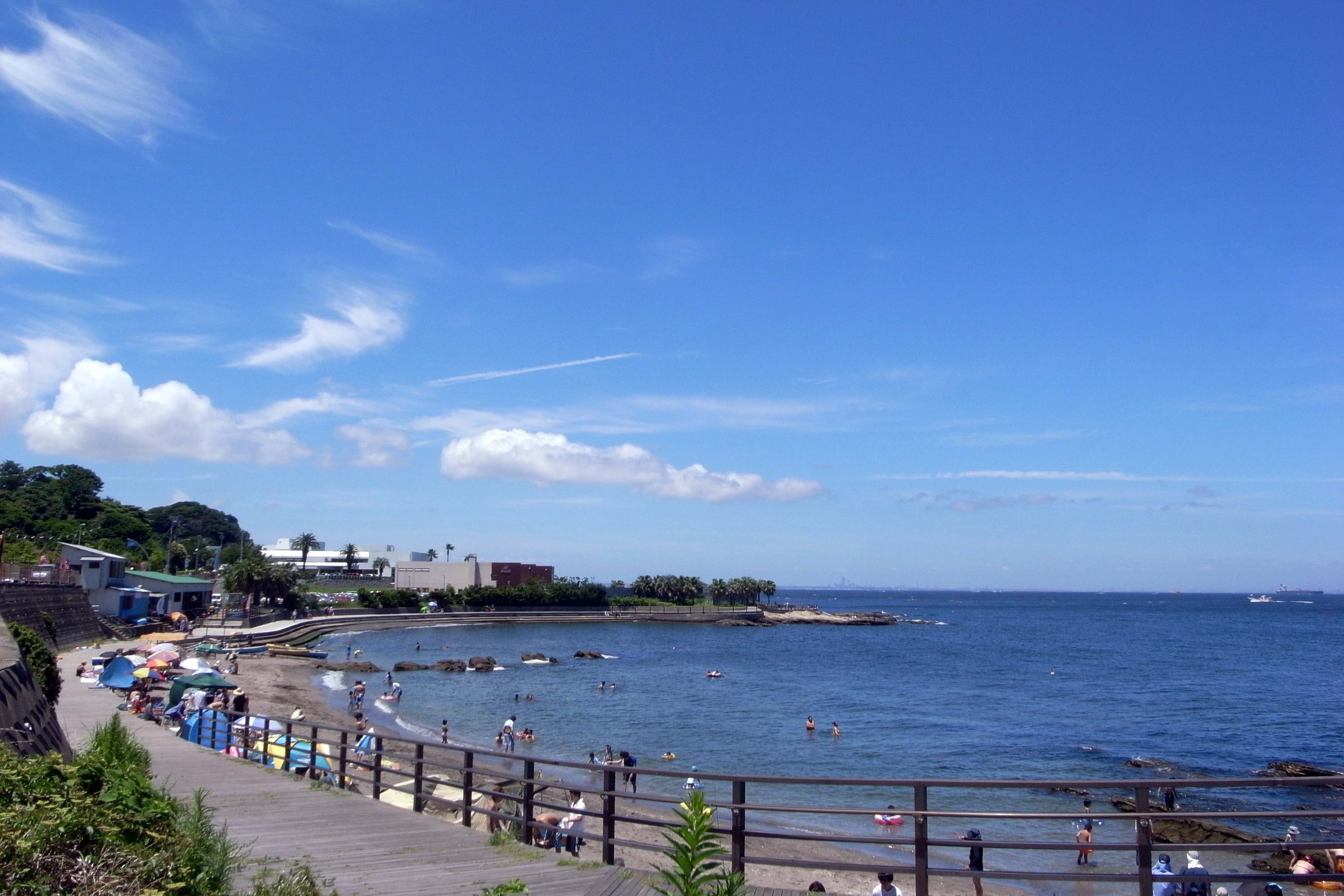
夏季は海水浴客で賑わう
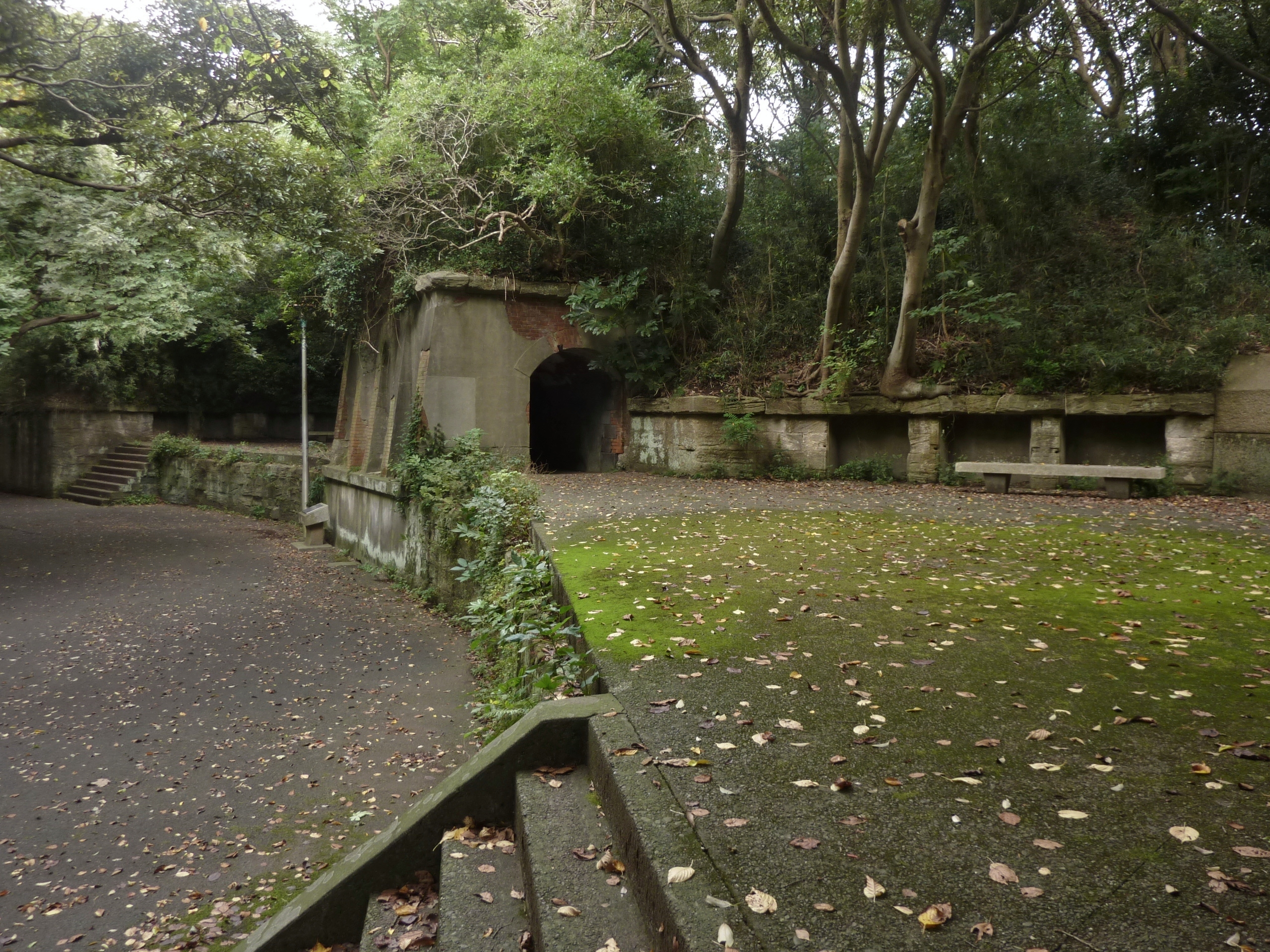
砲台跡のひとつ、「北門第一砲台跡」
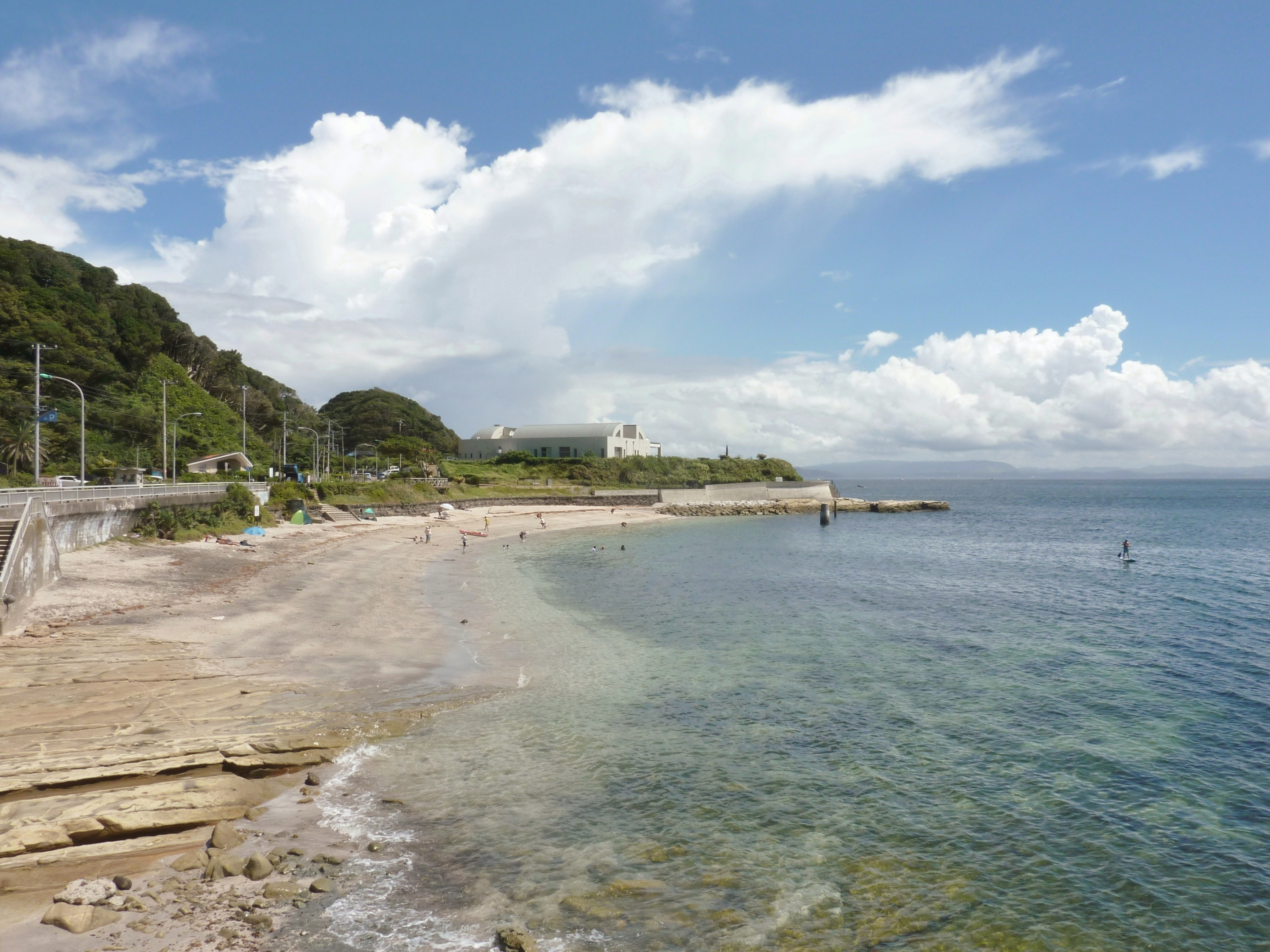
観音崎南岸の「たたら浜」
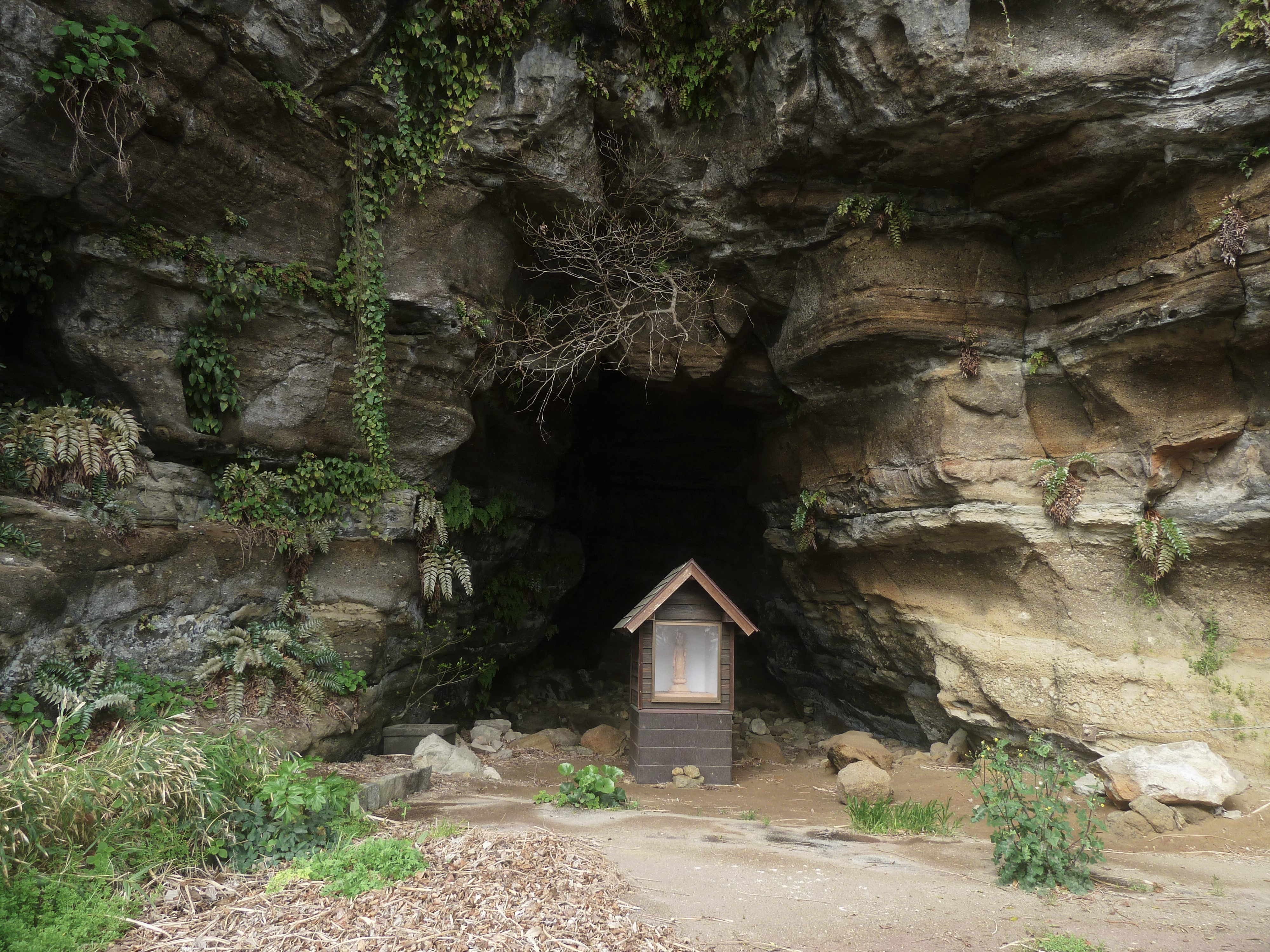
大蛇が棲んでいたと伝わる海蝕洞
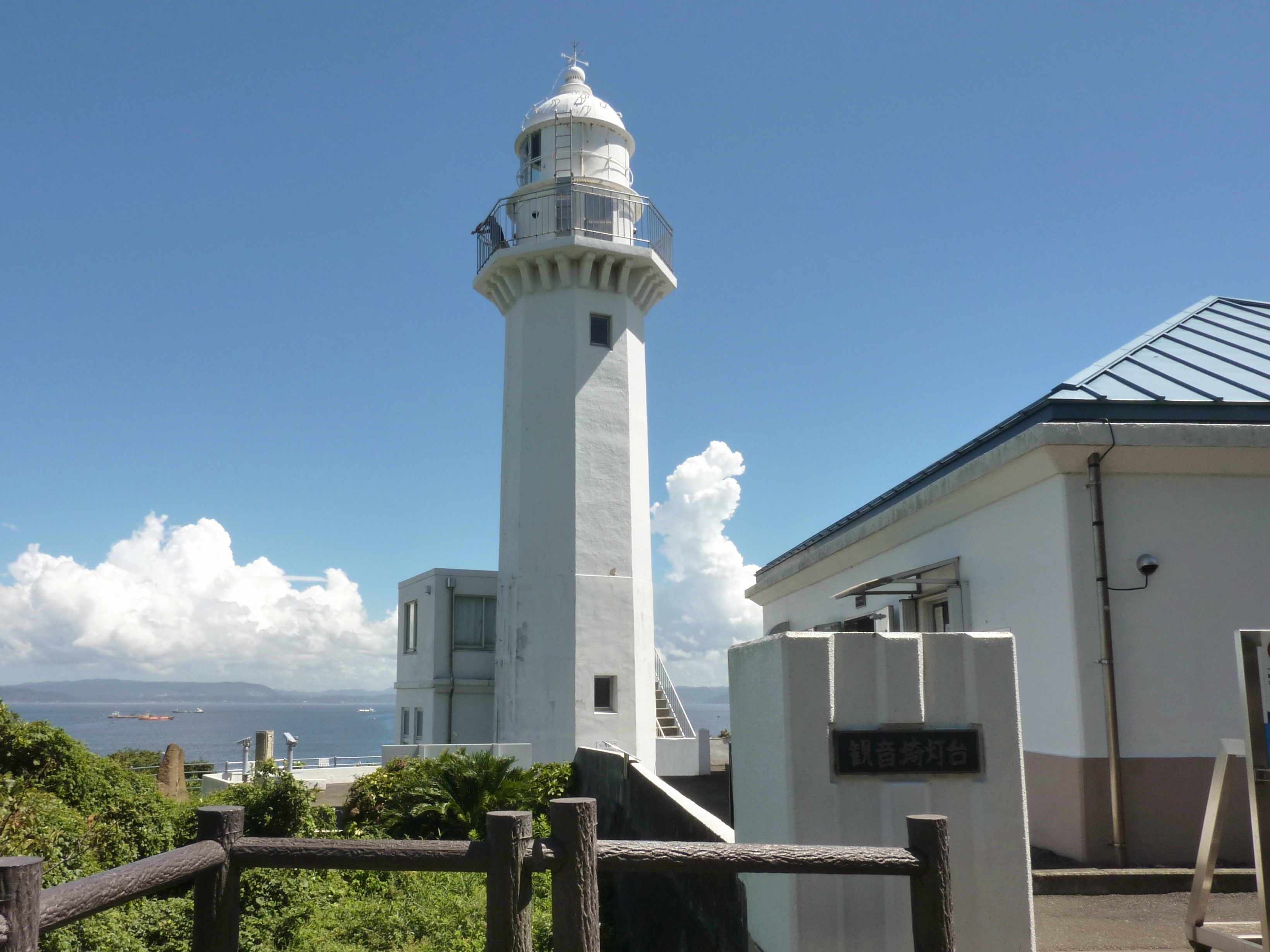
観音埼灯台

## アクセス

### バス
- 京急本線馬堀海岸駅・浦賀駅より京浜急行バス「観音崎」下車

### 自動車
- 横浜横須賀道路馬堀海岸ICから走水方面へ約10分